# Fatty George

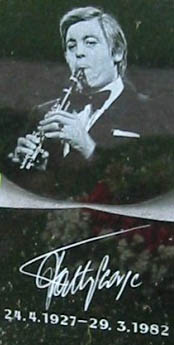
Fatty George (Grabstein, Wiener Zentralfriedhof)

Fatty George (* 24. April 1927 in Wien als Franz Georg Pressler; † 29. März 1982 ebenda) war ein österreichischer Klarinettist und Jazzmusiker. Er „zählte zu den bedeutenden Musikerpersönlichkeiten des Revival-Jazz in Europa“, machte den swingenden Mainstream Jazz in Österreich populär und schuf eine unverwechselbare Art der Synthese unterschiedlicher Jazz-Richtungen. 

## Leben und Wirken
Fatty George lernte ab 1942 Altsaxophon, bevor er auf die Klarinette wechselte, die er am Konservatorium und an der Musikakademie Wien studierte; stilistisch war er zunächst durch Benny Goodman beeinflusst, bevor er zu seiner auch den Modern Jazz eines Lee Konitz reflektierenden persönlichen Spielweise fand. Nach dem Zweiten Weltkrieg spielte er zunächst in Offiziersklubs der Besatzungsmächte, zunächst für die Rote Armee, dann die US-Armee. Auf Grund der schwierigen wirtschaftlichen Situation ging er 1949 mit seiner Band nach Deutschland. Dort entwickelte er das Konzept, mit der gleichen Band sowohl Dixieland als auch Cool Jazz zu spielen; daher nannte er die Band, zu der auch Oscar Klein stieß, Two-Sounds Band. Mit dieser Band schaffte er in den 1950er Jahren europaweit den künstlerischen Durchbruch und nahm ab 1954 Schallplatten auf. 1955 kehrte er mit dieser Band (zu der auch Joe Zawinul gehörte) nach Wien zurück. 1952 eröffnete er das erste „Jazz-Casino“ in Innsbruck, 1955 das Jazz-Casino im St. Annahof (Wien), wo er mit seiner Two-Sounds Band musizierte. 1958 gründete er Fatty’s Saloon ebenfalls in der Hauptstadt, wo er auch Jamsessions mit internationalen Jazzgrößen wie Lionel Hampton, Art Blakey oder Ella Fitzgerald veranstaltete und sich sonst auf Dixieland konzentrierte – in seiner Stammband hörte man damals neben Oscar Klein noch Willy Meerwald, Bill Grah, Heinz Grah, Bob Blumenhoven dm, zeitweise Franco Manzecchi und Al Fats Edwards voc. 1963 musste er aus wirtschaftlichen Gründen seinen Saloon schließen und spielte ab 1964 vorübergehend in Berlin. 1967 kehrte er nach Wien zurück, gründete eine neue Band und moderierte im ORF die Radiosendungen Jazz Casino und Swing und Dixieland; ab 1977 hatte er auch die Fernsehsendung Fatty live, in der er mit seiner Band Zuschauerwünsche, die telefonisch eingingen, aus dem Stegreif erfüllte. 1980 eröffnete er Fatty’s Saloon zum zweiten Mal. Nach einer Italientournee mit Cat Anderson zog er sich aus gesundheitlichen Gründen vom aktiven Musizieren zurück.
Mit seiner Band begleitete er Mitte der 1960er Jahre auch Helmut Qualtingers Villon-Produktion. 1972 schrieb er mit Silke Schwinger die Pop-Oper Trip (mit Ronny Williams, Su Kramer, Julia Migenes und der ORF-Bigband).
Er starb nach einem Herzinfarkt am 29. März 1982.

## Filmografie (Auswahl)
- 1957: Scherben bringen Glück, (als Fatty George) Bandleader in Jazzclub

## Jazzdenkmal, Museum und Dauerausstellung
Seit Oktober 2005 gibt es im 22. Wiener Bezirk (Donaustadt) neben der Fatty-George-Gasse auch die „Erste Jazz-Skulptur der Welt“ von Leopold Grausam, eine Hommage an den Jazz durch die Darstellung typischer Instrumente wie Piano, Trompete, Vibraphon, Gitarre und Klarinette.
Ende Oktober 2005 wurde in Essling – dem Vorort am östlichen Wiener Stadtrand, in dem Fatty George aufgewachsen war – ein Jazzmuseum mit einer Dauerausstellung über den Musiker eröffnet. Die Eröffnungsrede hielt Joe Zawinul, und der 73-jährige Hans Salomon, der in Fattys Band gespielt hatte, spielte auf. Beim Jazz-Festival anlässlich dieser Eröffnung spielten dann unter anderem die Fatty George Memorial Band und das Salomon-Quintett.
Er ruht in einem ehrenhalber gewidmeten Grab auf dem Wiener Zentralfriedhof (Gruppe 40, Nummer 147).